# High Rolls (Nuevo México)
High Rolls es un lugar designado por el censo ubicado en el condado de Otero en el estado estadounidense de Nuevo México. En el Censo de 2010 tenía una población de 834 habitantes y una densidad poblacional de 20,88 personas por km².

## Geografía
High Rolls se encuentra ubicado en las coordenadas 32°56′2″N 105°48′10″O / 32.93389, -105.80278. Según la Oficina del Censo de los Estados Unidos, High Rolls tiene una superficie total de 39.94 km², de la cual 39.92 km² corresponden a tierra firme y (0.05%) 0.02 km² es agua.

## Demografía
Según el censo de 2010, había 834 personas residiendo en High Rolls. La densidad de población era de 20,88 hab./km². De los 834 habitantes, High Rolls estaba compuesto por el 91.49% blancos, el 0.48% eran afroamericanos, el 0.36% eran amerindios, el 0.48% eran asiáticos, el 0.24% eran isleños del Pacífico, el 3.12% eran de otras razas y el 3.84% pertenecían a dos o más razas. Del total de la población el 13.67% eran hispanos o latinos de cualquier raza.

## Educación
Las Escuelas Públicas de Alamogordo gestiona escuelas públicas.